# Яшкув
Яшкув (пол. Jaszków) — село в Польщі, у гміні Кротошиці Леґницького повіту Нижньосілезького воєводства.